# Robert Malmqvist
Nils Josef Robert Malmqvist, född 22 december 1879 i Varberg, död 17 augusti 1953 i Bromma, var en svensk bokhandlare.
Robert Malmqvist var son till fastighetsägaren Nils Malmqvist. Han började sin bokhandelstjänstgöring i Kindvalls bokhandel i Varberg 1894, arbetade hos O. A. Liljegren i Stockholm 1899 och var 1900–1907 anställd hos firman Nordin & Josephson där. Han fick 1905 plats vid AB Nordiska bokhandeln i Stockholm. Från 1920 var Malmqvist bolagets VD och ledamot av dess styrelse. Malmqvist arbetade särskilt för att utveckla möjligheten till bokköp på avbetalning. Han var medlem av styrelsen för bok- och musikhandlarnas pensions- och understödsförening.

## Referesner